# Carlos I của Bồ Đào Nha
Dom Carlos I (phát âm tiếng Bồ Đào Nha: [ˈkaɾluʃ]; tiếng Anh: King Charles of Portugal; 28 tháng 9 năm 1863 - 1 tháng 2 năm 1908), còn được gọi là Nhà ngoại giao (tiếng Bồ Đào Nha: o Diplomata), Tử vì đạo (tiếng Bồ Đào Nha: o Martirizado) và Nhà hải dương học (Tiếng Bồ Đào Nha: o Oceanógrafo), là Vua của Bồ Đào Nha từ năm 1889 cho đến khi bị ám sát năm 1908. Ông là vị vua Bồ Đào Nha đầu tiên chết vì bạo lực kể từ thời Vua Sebastian năm 1578.
Carlos là vị vua thứ ba thuộc Vương tộc Bragança-Saxe-Coburgo-Gota cai trị Bồ Đào Nha, và là cha của Manuel II, vị vua cuối cùng trong lịch sử quân chủ Bồ Đào Nha. 
Nhà vua bị ám sát vào ngày 01/02/1908, khi gia đình hoàng gia trở về Lisbon từ Cung điện Ducal ở Vila Viçosa. Trên đường đến cung điện hoàng gia, chiếc xe chở Vua Carlos và gia đình của ông đã đi qua Terreiro do Paço, hai nhà hoạt động cách mạng cộng hòa người Bồ Đào Nha là Alfredo Luís da Costa và Manuel Buíça đã bắn vào đoàn xe. Không rõ liệu những kẻ ám sát đang cố gắng giết nhà vua, Thái tử hay thủ tướng João Franco. Trong vụ ám sát này, vua Carlos I và Thái tử Luis Filipe bị giết chết, người con trai nhỏ là Vương tử Manuel được mẹ che chắn nên thoát nạn và ngay lập tức được đưa lên ngôi vua. 

## Cuộc sống đầu đời

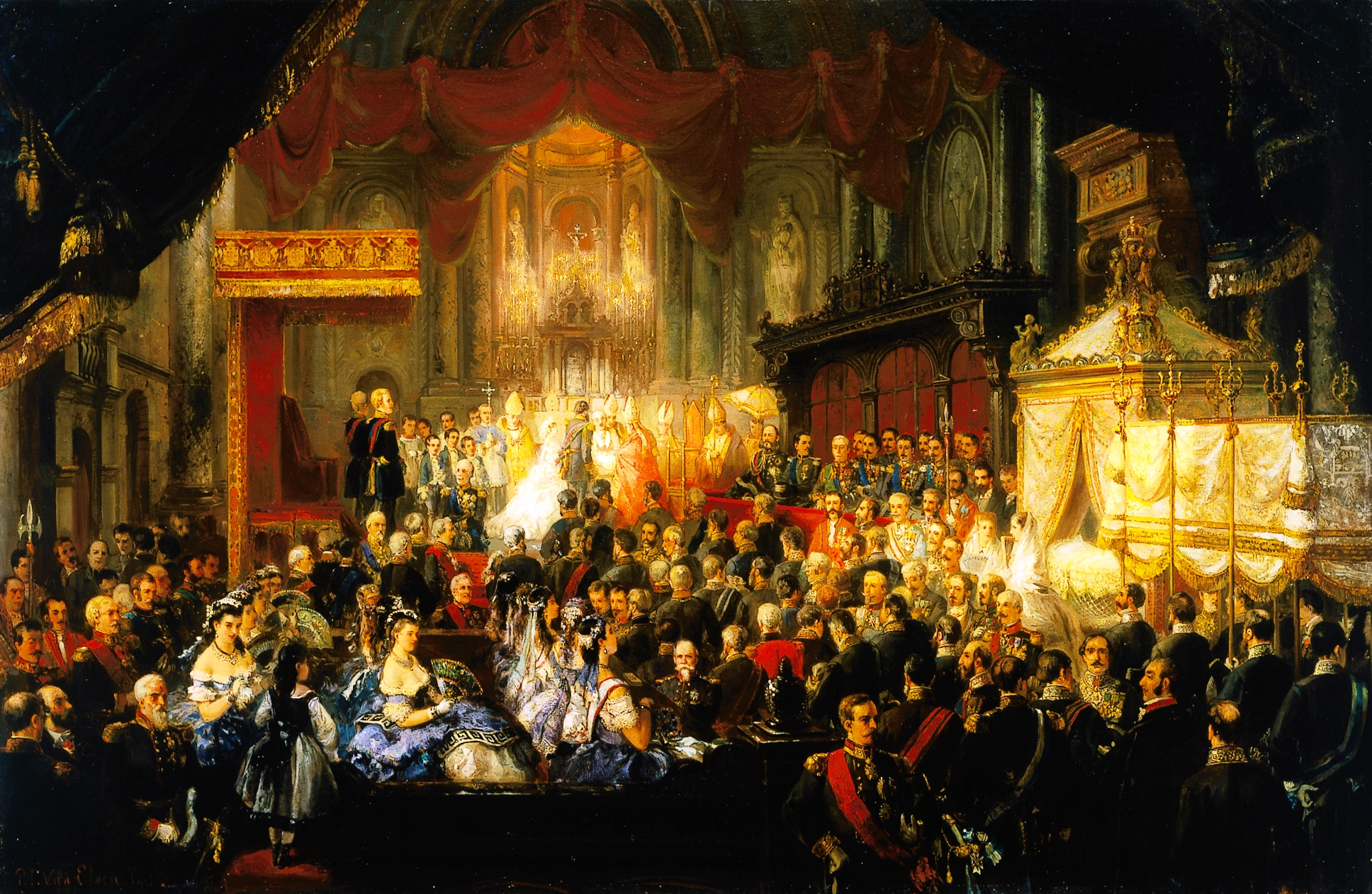
Lễ rửa tội của Dom Carlos, năm 1863

Carlos sinh ra ở Lisboa, Vương quốc Bồ Đào Nha, là con trai của Vua Luís và mẹ là Vương hậu Maria Pia, con gái của Vua Victtorio Emanuele II của Ý, và là thành viên của Vương tộc Bragança. Ông có một người em trai là Infante Afonso, Công tước xứ Porto. Ông được rửa tội với tên Carlos Fernando Luís Maria Víctor Miguel Rafael Gabriel Gonzaga Xavier Francisco de Assis José Simão.
Carlos được hưởng một nền giáo dục cao dành cho một vương tử hoàng gia, chuẩn bị cho nhiệm vụ trị vì một nhà nước quân chủ lập hiến. Năm 1883, ông đến Vương quốc Ý, Vương quốc Anh, Pháp và Đế quốc Đức, nơi ông nâng cao kiến thức về nền văn minh hiện đại của thời đại mình. Năm 1883, 1886 và 1888, ông giữ vai trò Nhiếp chính khi cha ông đi công du ở châu Âu, như đã trở thành truyền thống của các vị vua lập hiến Bồ Đào Nha.
Ứng cử viên hôn nhân dành cho Carlos là một trong những người con gái của Hoàng đế Đức Frederick III, nhưng vấn đề tôn giáo lại là trở ngại không thể vượt qua, và áp lực ngoại giao từ chính phủ Anh đã ngăn cản cuộc hôn nhân này. Sau đó, ông gặp và kết hôn với Amélie xứ Orléans, con gái lớn của Philippe, Bá tước xứ Paris, lúc đó là người thừa kế ngai vàng của Vương quốc Pháp.

## Trị vì

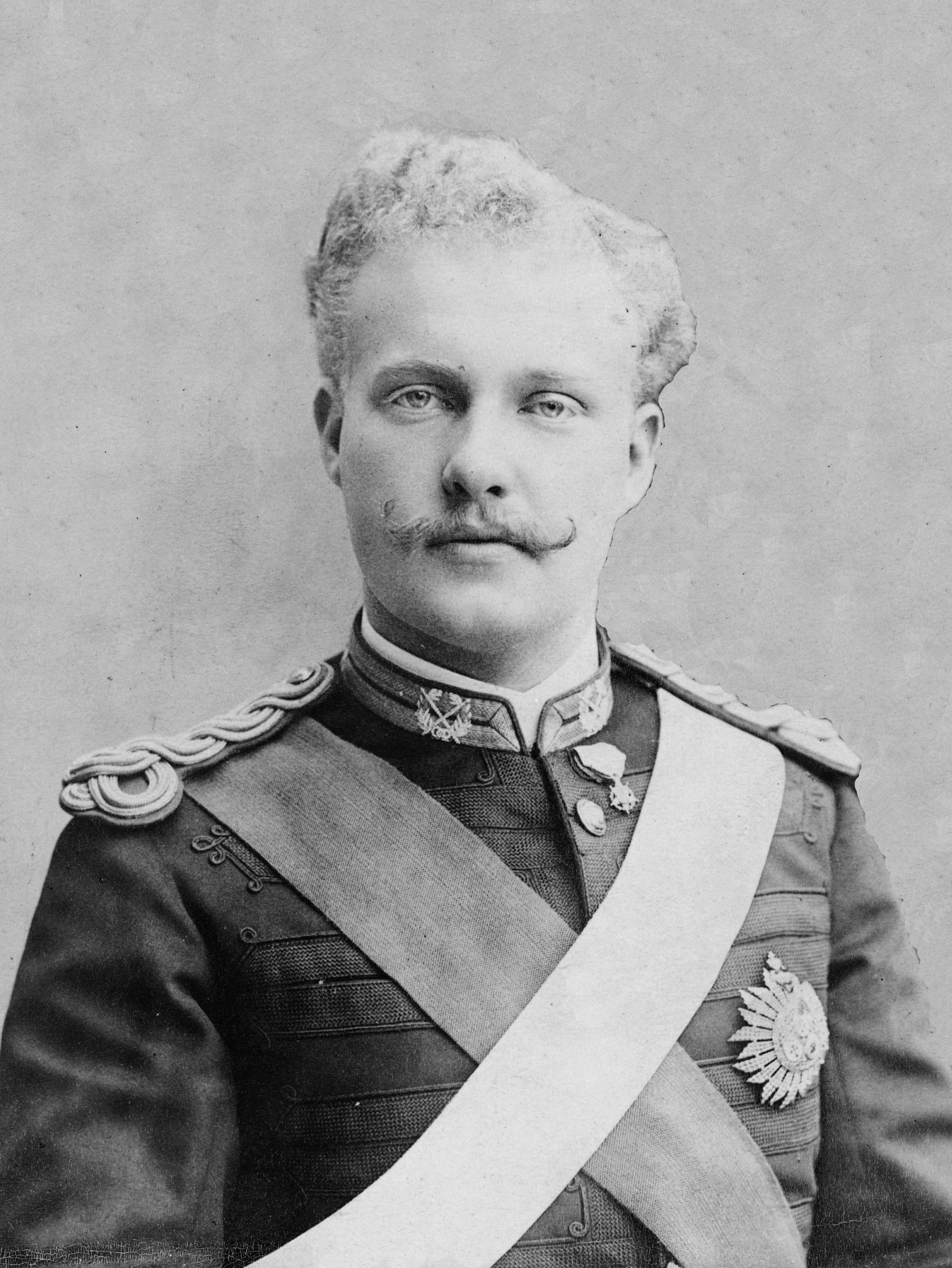
Ảnh của Thái tử Carlos, trước khi ông lên ngôi vua, k. 1886

Carlos lên ngôi vua Bồ Đào Nha vào ngày 19 tháng 10 năm 1889. Sau Tối hậu thư của Anh năm 1890, một loạt hiệp ước đã được ký kết với Vương quốc Anh. Một hiệp ước được ký vào tháng 8 năm 1890 xác định các biên giới thuộc địa dọc theo sông Zambezi và sông Congo, trong khi một hiệp ước khác được ký vào ngày 14 tháng 10 năm 1899 đã xác nhận các hiệp ước thuộc địa có từ thế kỷ XVII. Các hiệp ước này đã ổn định cán cân chính trị ở châu Phi, chấm dứt yêu sách chủ quyền của Bồ Đào Nha trên Bản đồ hồng, một quan niệm địa lý về cách các thuộc địa của Bồ Đào Nha sẽ xuất hiện trên bản đồ nếu lãnh thổ giữa các thuộc địa ven biển của Angola và Mozambique có thể được kết nối với lãnh thổ ở Trung Phi. Các lãnh thổ Trung Phi này trở thành một phần của Đế quốc Anh với sự nhượng bộ của Bồ Đào Nha trở thành nguồn gốc của sự oán giận quốc gia ở nước này.
Trong nước, Bồ Đào Nha tuyên bố phá sản hai lần - vào ngày 14 tháng 6 năm 1892, sau đó một lần nữa vào ngày 10 tháng 5 năm 1902 - gây ra sự xáo trộn công nghiệp, xung đột xã hội đã diễn ra, những người theo chủ nghĩa cộng hòa và giới báo chí đã chỉ trích chế độ quân chủ. Carlos phản ứng bằng cách bổ nhiệm João Franco làm thủ tướng và sau đó chấp nhận giải tán quốc hội.
Là người bảo trợ cho khoa học và nghệ thuật, Vua Carlos đã tham gia tích cực vào lễ kỷ niệm 500 năm ngày sinh của Hoàng tử Henrique Nhà hàng hải vào năm 1894. Năm sau, ông đã tổ chức một buổi lễ trang trọng cho nhà thơ Bồ Đào Nha João de Deus ở Lisbon.
Carlos quan tâm đến việc khám phá biển sâu và hàng hải, đồng thời sử dụng một số du thuyền có tên Amélia trong các chuyến hải trình của mình. Ông đã xuất bản một báo cáo về các nghiên cứu của mình trong lĩnh vực này.

### Bị ám sát

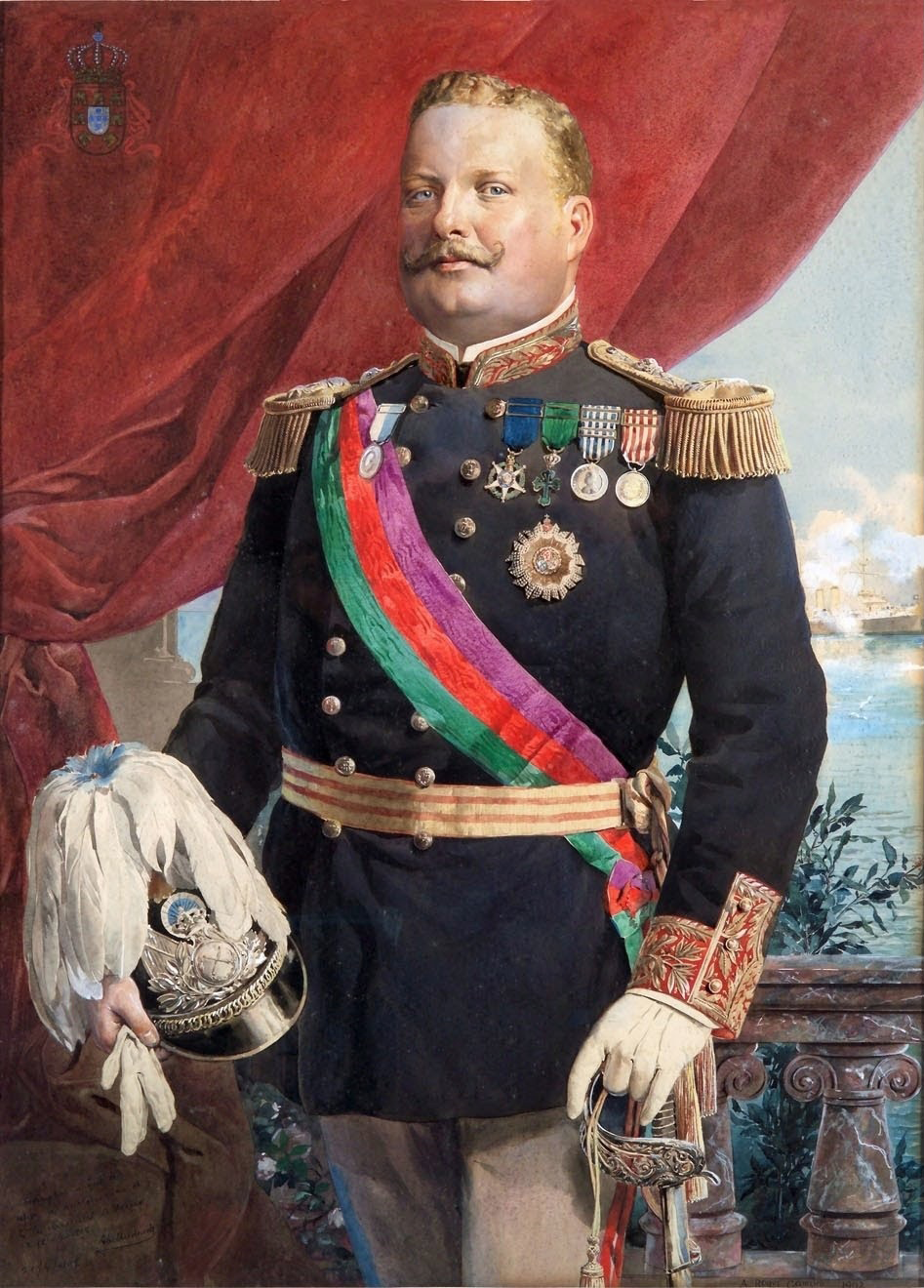
Chân dung vua Carlos I được vẽ bởi Alfredo Roque Gameiro, k. 1902

Vào ngày 1 tháng 2 năm 1908, gia đình hoàng gia trở về Lisbon từ Cung điện Công tước Vila Viçosa ở Alentejo, nơi họ đã trải qua một phần mùa săn bắn trong mùa đông. Họ đi tàu hỏa đến Barreiro và từ đó, họ đi tàu hơi nước để băng qua sông Tagus và xuống tàu tại Cais do Sodré ở trung tâm Lisbon. Trên đường đến cung điện hoàng gia, cỗ xe ngựa mở với Carlos I và gia đình của ông đã đi qua Terreiro do Paço phía trước sông. Bất chấp tình trạng bất ổn chính trị gần đây, không có quân đội hộ tống đoàn xe của nhà vua. Trong khi họ băng qua quảng trường vào lúc hoàng hôn, hai nhà hoạt động cộng hòa: Alfredo Luís da Costa và Manuel Buíça đứng lẫn trong đám đông thưa thớt và đã bắn vào đoàn xe.
Buíça, một cựu trung sĩ quân đội và là xạ thủ cừ khôi, đã bắn năm phát súng từ khẩu súng trường giấu dưới áo khoác dài của mình. Nhà vua băng hà ngay lập tức, người thừa kế, Thái tử Luís Filipe bị trọng thương và Vương tử Manuel bị bắn vào tay. Riêng vươngg hậu thoát nạn. Hai sát thủ bị cảnh sát tiêu diệt tại chỗ; một người ngoài cuộc vô tội là João da Costa, cũng bị bắn chết trong lúc đám đông hỗn loạn. Cỗ xe hoàng gia rẽ vào Kho vũ khí của Hải quân gần đó, tại đây, khoảng 20 phút sau, Thái tử Luís Filipe qua đời. Vài ngày sau, người con trai út, Vương tử Manuel, được tuyên bố là vua của Bồ Đào Nha. Ông là người cuối cùng của triều đại Bragança-Saxe-Coburgo-Gota và là vị vua cuối cùng của Bồ Đào Nha.

## Hôn nhân và con cái

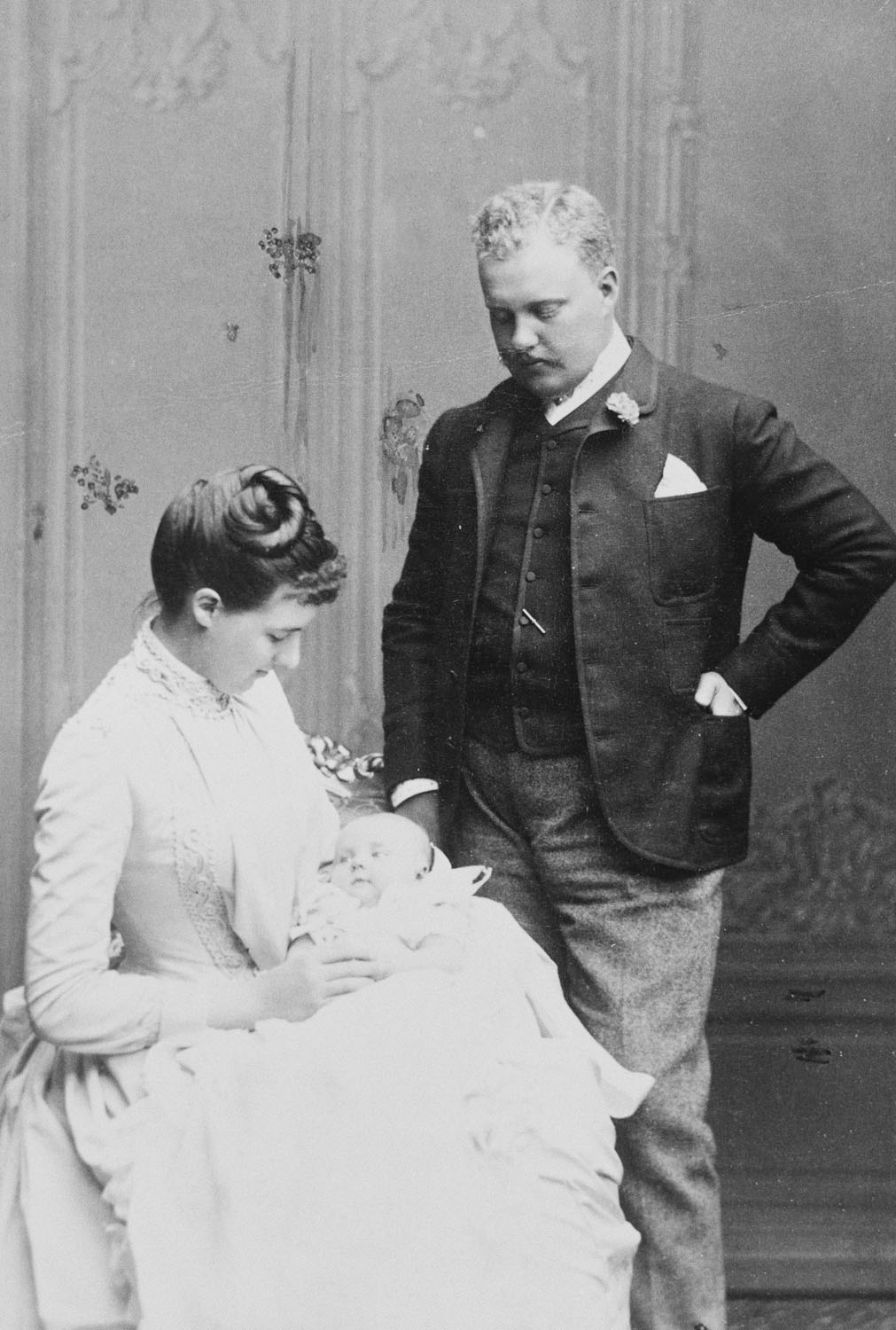
Carlos I cùng vợ và con trai đầu lòng, 1888

Carlos I kết hôn với Amélie của Orléans vào năm 1886. Cô là con gái của Philippe của Orléans, Bá tước Paris, và María Isabel của Tây Ban Nha. Con cái của gồm có:
- Luís Filipe, Thái tử Bồ Đào Nha (1887–1908)
- Infanta Maria Ana của Braganza (b/d ngày 14 tháng 12 năm 1887)
- Quốc vương Manuel II, vua của Bồ Đào Nha từ 1908 đến 1910 (1889–1932)

Một người phụ nữ được gọi là Maria Pia của Saxe-Coburg và Braganza tuyên bố mình là con gái ngoài giá thú của Vua Carlos I của Bồ Đào Nha với Maria Amélia Laredó e Murça. Maria Pia tuyên bố rằng Vua Carlos I đã hợp pháp hóa cô ấy thông qua một sắc lệnh hoàng gia và đặt cô ấy vào hàng kế vị với các quyền và danh dự giống như các hoàng tử được sinh ra hợp pháp của Bồ Đào Nha; tuy nhiên, không có bằng chứng chắc chắn nào được đưa ra để chứng minh điều này, và theo hiến pháp, nhà vua không có thẩm quyền cá nhân để làm như vậy. Quan hệ cha con của Maria Pia chưa bao giờ được chứng minh và tuyên bố của cô không được chấp nhận rộng rãi.

## Phả hệ
| \| \| \| \| \| \| \| \| \| \| \| 8. Ferdinand, Thân vương xứ Saxe-Coburg và Gotha-Koháry \| \| \| \| \| \| \| \| \| \| \| \| \| \| \| \| \| \| \| \| \| \| \| \| \| \| \| \| \| \| \| \| \| \| \| \| \| \| \| \| \| \| \| \| \| \| \| \| \| \| \| 4. Fernando II của Bồ Đào Nha \| \| \| \| \| \| \| \| \| \| \| \| \| \| \| \| \| \| \| \| \| \| \| \| \| \| \| \| \| \| \| \| \| \| \| \| \| \| \| \| \| \| \| \| \| \| \| \| \| \| \| \| \| \| \| \| \| \| \| \| 9. Công chúa Maria Antonia Koháry de Csábrág et Szitnya \| \| \| \| \| \| \| \| \| \| \| \| \| \| \| \| \| \| \| \| \| \| \| \| \| \| \| \| \| \| \| \| \| \| \| \| \| \| \| \| \| \| \| \| \| \| \| \| \| \| \| \| \| \| \| \| \| \| \| \| 2. Luís I của Bồ Đào Nha \| \| \| \| \| \| \| \| \| \| \| \| \| \| \| \| \| \| \| \| \| \| \| \| \| \| \| \| \| \| \| \| \| \| \| \| \| \| \| \| \| \| \| \| \| \| \| \| \| \| \| \| \| \| \| \| \| \| \| \| 10. Pedro I của Brasil và IV của Bồ Đào Nha \| \| \| \| \| \| \| \| \| \| \| \| \| \| \| \| \| \| \| \| \| \| \| \| \| \| \| \| \| \| \| \| \| \| \| \| \| \| \| \| \| \| \| \| \| \| \| \| \| \| \| \| \| \| \| \| \| \| \| \| 5. Maria II của Bồ Đào Nha \| \| \| \| \| \| \| \| \| \| \| \| \| \| \| \| \| \| \| \| \| \| \| \| \| \| \| \| \| \| \| \| \| \| \| \| \| \| \| \| \| \| \| \| \| \| \| \| \| \| \| \| \| \| \| \| \| \| \| \| 11. Maria Leopoldine của Áo \| \| \| \| \| \| \| \| \| \| \| \| \| \| \| \| \| \| \| \| \| \| \| \| \| \| \| \| \| \| \| \| \| \| \| \| \| \| \| \| \| \| \| \| \| \| \| \| \| \| \| \| \| \| \| \| \| \| \| \| 1. Carlos I của Bồ Đào Nha \| \| \| \| \| \| \| \| \| \| \| \| \| \| \| \| \| \| \| \| \| \| \| \| \| \| \| \| \| \| \| \| \| \| \| \| \| \| \| \| \| \| \| \| \| \| \| \| \| \| \| \| \| \| \| \| \| \| \| \| 12. Carlo Alberto I của Sardigna \| \| \| \| \| \| \| \| \| \| \| \| \| \| \| \| \| \| \| \| \| \| \| \| \| \| \| \| \| \| \| \| \| \| \| \| \| \| \| \| \| \| \| \| \| \| \| \| \| \| \| \| \| \| \| \| \| \| \| \| 6. Vittorio Emanuele II của Ý \| \| \| \| \| \| \| \| \| \| \| \| \| \| \| \| \| \| \| \| \| \| \| \| \| \| \| \| \| \| \| \| \| \| \| \| \| \| \| \| \| \| \| \| \| \| \| \| \| \| \| \| \| \| \| \| \| \| \| \| 13. Maria Theresa Franziska của Áo \| \| \| \| \| \| \| \| \| \| \| \| \| \| \| \| \| \| \| \| \| \| \| \| \| \| \| \| \| \| \| \| \| \| \| \| \| \| \| \| \| \| \| \| \| \| \| \| \| \| \| \| \| \| \| \| \| \| \| \| 3. Maria Pia của Ý \| \| \| \| \| \| \| \| \| \| \| \| \| \| \| \| \| \| \| \| \| \| \| \| \| \| \| \| \| \| \| \| \| \| \| \| \| \| \| \| \| \| \| \| \| \| \| \| \| \| \| \| \| \| \| \| \| \| \| \| 14. Rainer Joseph của Áo \| \| \| \| \| \| \| \| \| \| \| \| \| \| \| \| \| \| \| \| \| \| \| \| \| \| \| \| \| \| \| \| \| \| \| \| \| \| \| \| \| \| \| \| \| \| \| \| \| \| \| \| \| \| \| \| \| \| \| \| 7. Adelheid Franziska của Áo \| \| \| \| \| \| \| \| \| \| \| \| \| \| \| \| \| \| \| \| \| \| \| \| \| \| \| \| \| \| \| \| \| \| \| \| \| \| \| \| \| \| \| \| \| \| \| \| \| \| \| \| \| \| \| \| \| \| \| \| 15. Công chúa Elisabeth xứ Savoy \| \| \| \| \| \| \| \| \| \| \| \| \| \| \| \| \| \| \| \| \| \| \| \| \| \| \| \| \| \| \| \| \| \| \| \| \| \| \| \| \| \| \| |                                                         |  |  |  |  |  |  |  |  |                                                         |  |  |  |
| |                                                         |  |  |  |  |  |  |  |  | 8. Ferdinand, Thân vương xứ Saxe-Coburg và Gotha-Koháry |  |  |  |
| |                                                         |  |  |  |  |  |  |  |  |                                                         |  |  |  |
| |                                                         |  |  |  |  |  |  |  |  |                                                         |  |  |  |
| |                                                         |  |  |  |  |  |  |  |  |                                                         |  |  |  |
| | 4. Fernando II của Bồ Đào Nha                           |  |  |  |  |  |  |  |  |                                                         |  |  |  |
| |                                                         |  |  |  |  |  |  |  |  |                                                         |  |  |  |
| |                                                         |  |  |  |  |  |  |  |  |                                                         |  |  |  |
| |                                                         |  |  |  |  |  |  |  |  |                                                         |  |  |  |
| | 9. Công chúa Maria Antonia Koháry de Csábrág et Szitnya |  |  |  |  |  |  |  |  |                                                         |  |  |  |
| |                                                         |  |  |  |  |  |  |  |  |                                                         |  |  |  |
| |                                                         |  |  |  |  |  |  |  |  |                                                         |  |  |  |
| |                                                         |  |  |  |  |  |  |  |  |                                                         |  |  |  |
| | 2. Luís I của Bồ Đào Nha                                |  |  |  |  |  |  |  |  |                                                         |  |  |  |
| |                                                         |  |  |  |  |  |  |  |  |                                                         |  |  |  |
| |                                                         |  |  |  |  |  |  |  |  |                                                         |  |  |  |
| |                                                         |  |  |  |  |  |  |  |  |                                                         |  |  |  |
| | 10. Pedro I của Brasil và IV của Bồ Đào Nha             |  |  |  |  |  |  |  |  |                                                         |  |  |  |
| |                                                         |  |  |  |  |  |  |  |  |                                                         |  |  |  |
| |                                                         |  |  |  |  |  |  |  |  |                                                         |  |  |  |
| |                                                         |  |  |  |  |  |  |  |  |                                                         |  |  |  |
| | 5. Maria II của Bồ Đào Nha                              |  |  |  |  |  |  |  |  |                                                         |  |  |  |
| |                                                         |  |  |  |  |  |  |  |  |                                                         |  |  |  |
| |                                                         |  |  |  |  |  |  |  |  |                                                         |  |  |  |
| |                                                         |  |  |  |  |  |  |  |  |                                                         |  |  |  |
| | 11. Maria Leopoldine của Áo                             |  |  |  |  |  |  |  |  |                                                         |  |  |  |
| |                                                         |  |  |  |  |  |  |  |  |                                                         |  |  |  |
| |                                                         |  |  |  |  |  |  |  |  |                                                         |  |  |  |
| |                                                         |  |  |  |  |  |  |  |  |                                                         |  |  |  |
| | 1. Carlos I của Bồ Đào Nha                              |  |  |  |  |  |  |  |  |                                                         |  |  |  |
| |                                                         |  |  |  |  |  |  |  |  |                                                         |  |  |  |
| |                                                         |  |  |  |  |  |  |  |  |                                                         |  |  |  |
| |                                                         |  |  |  |  |  |  |  |  |                                                         |  |  |  |
| | 12. Carlo Alberto I của Sardigna                        |  |  |  |  |  |  |  |  |                                                         |  |  |  |
| |                                                         |  |  |  |  |  |  |  |  |                                                         |  |  |  |
| |                                                         |  |  |  |  |  |  |  |  |                                                         |  |  |  |
| |                                                         |  |  |  |  |  |  |  |  |                                                         |  |  |  |
| | 6. Vittorio Emanuele II của Ý                           |  |  |  |  |  |  |  |  |                                                         |  |  |  |
| |                                                         |  |  |  |  |  |  |  |  |                                                         |  |  |  |
| |                                                         |  |  |  |  |  |  |  |  |                                                         |  |  |  |
| |                                                         |  |  |  |  |  |  |  |  |                                                         |  |  |  |
| | 13. Maria Theresa Franziska của Áo                      |  |  |  |  |  |  |  |  |                                                         |  |  |  |
| |                                                         |  |  |  |  |  |  |  |  |                                                         |  |  |  |
| |                                                         |  |  |  |  |  |  |  |  |                                                         |  |  |  |
| |                                                         |  |  |  |  |  |  |  |  |                                                         |  |  |  |
| | 3. Maria Pia của Ý                                      |  |  |  |  |  |  |  |  |                                                         |  |  |  |
| |                                                         |  |  |  |  |  |  |  |  |                                                         |  |  |  |
| |                                                         |  |  |  |  |  |  |  |  |                                                         |  |  |  |
| |                                                         |  |  |  |  |  |  |  |  |                                                         |  |  |  |
| | 14. Rainer Joseph của Áo                                |  |  |  |  |  |  |  |  |                                                         |  |  |  |
| |                                                         |  |  |  |  |  |  |  |  |                                                         |  |  |  |
| |                                                         |  |  |  |  |  |  |  |  |                                                         |  |  |  |
| |                                                         |  |  |  |  |  |  |  |  |                                                         |  |  |  |
| | 7. Adelheid Franziska của Áo                            |  |  |  |  |  |  |  |  |                                                         |  |  |  |
| |                                                         |  |  |  |  |  |  |  |  |                                                         |  |  |  |
| |                                                         |  |  |  |  |  |  |  |  |                                                         |  |  |  |
| |                                                         |  |  |  |  |  |  |  |  |                                                         |  |  |  |
| | 15. Công chúa Elisabeth xứ Savoy                        |  |  |  |  |  |  |  |  |                                                         |  |  |  |
| |                                                         |  |  |  |  |  |  |  |  |                                                         |  |  |  |
| |                                                         |  |  |  |  |  |  |  |  |                                                         |  |  |  |